# Liared
Liared is een plaats in de gemeente Ulricehamn in het landschap Västergötland en de provincie Västra Götalands län in Zweden. De plaats heeft 54 inwoners (2005) en een oppervlakte van 16 hectare.